# Friedrich Eduard Beneke
Friedrich Eduard Beneke (Berlim, 17 de Fevereiro de 1798 - Berlim, 1 de Março de 1854) foi um filósofo e psicólogo alemão.
Professor universitário, encontrou na psicologia, entendida como exame científico da experiência interna, o fundamento da sua metafísica e filosofia moral. Com a sua teoria da formação de vestígios, é um dos precursores da psicologia do inconsciente. Na sua obra Physik der Sitten (1822) criticou a ética idealista a e teoria da liberdade, o que lhe valeu a proibição de dar os seus cursos.
Está sepultado no Dreifaltigkeitskirchhof II em Berlim.